# اسکای اسپرت (ایتالیا)
اسکای اسپرت یک گروه از نه کانال تلویزیونی ماهواره ای ورزشی در زبان ایتالیایی است که توسط اسکای ایتالیا پخش می شود.